# Sofiin svět
Sofiin svět, neboli román o dějinách filosofie je dílem norského autora Josteina Gaardera a poprvé vyšel v roce 1990.
Dnes je přeložen do více než 50 jazyků a stal se světovým bestsellerem.
Jedná se o román oscilující mezi filosofickou příručkou pro začátečníky a poutavým dětským příběhem. Autor se snaží přiblížit základní filosofické problémy a otázky širokému publiku a snad prostřednictvím této nové znalosti rozšířit i humanitu a lidské hodnoty.

## Děj
Sofie je obyčejná 14letá dívka. Jednou, když se vrátí ze školy domů, nalezne ve schránce lístek, na kterém je napsáno: „Kdo jsi?“ Byl to první papírek, kterým započal kurz filosofie. Sofie dostávala každý den obálku, ve které byla část filosofické historie. Nedostávala však jen obálky. Dostávala také dopisy pro Hildu Knagovou (kterou neznala), ve kterých Hildě její otec psal přání k narozeninám. Sofie začne pátrat po učiteli filosofie, až zjistí, že je to Alberto Knox. Potom se ale stane převrat. Sofie a Alberto jsou jen vymyšlené postavy v příběhu Alberta Knaga, který ho poslal své dceři Hildě k patnáctým narozeninám. Alberto však zjistí, že se mohou z příběhu dostat a nakonec se mu to se Sofií podaří. Setkají se se skutečnou Hildou. Ona je však nevidí, protože pro lidi jsou Alberto a Sofie neviditelní.

## Vydání v češtině
- Sofiin svět. Román o dějinách filosofie. Košice : Knižná dielňa Timotej, 1995. 512 s. ISBN 80-967294-5-4.
- Sofiin svět. Román o dějinách filosofie. Košice : Knižná dielňa Timotej, 1996. 427 s. ISBN 80-88849-03-9.
- Sofiin svět. Román o dějinách filosofie. Košice : Knižná dielňa Timotej, 1999. 427 s.
- Sofiin svět. Román o dějinách filosofie. Praha : Albatros, 2002. 430 s. ISBN 80-00-01036-4.
- Sofiin svět. Román o dějinách filosofie. Praha : Albatros, 2006. 430 s. ISBN 80-00-01748-2.